# Donat (Muntogna da Schons)
Donat (toponimo romancio; in tedesco Donath, ufficiale fino al 2002, in italiano Donato, desueto) è una frazione di 201 abitanti del comune svizzero di Muntogna da Schons, nella regione Viamala (Canton Grigioni).

## Geografia fisica
Donat si trova nello Schamserberg (toponimo tedesco; in romancio Muntogna da Schons), il versante sinistro dello Schams lungo il Reno Posteriore.

## Storia

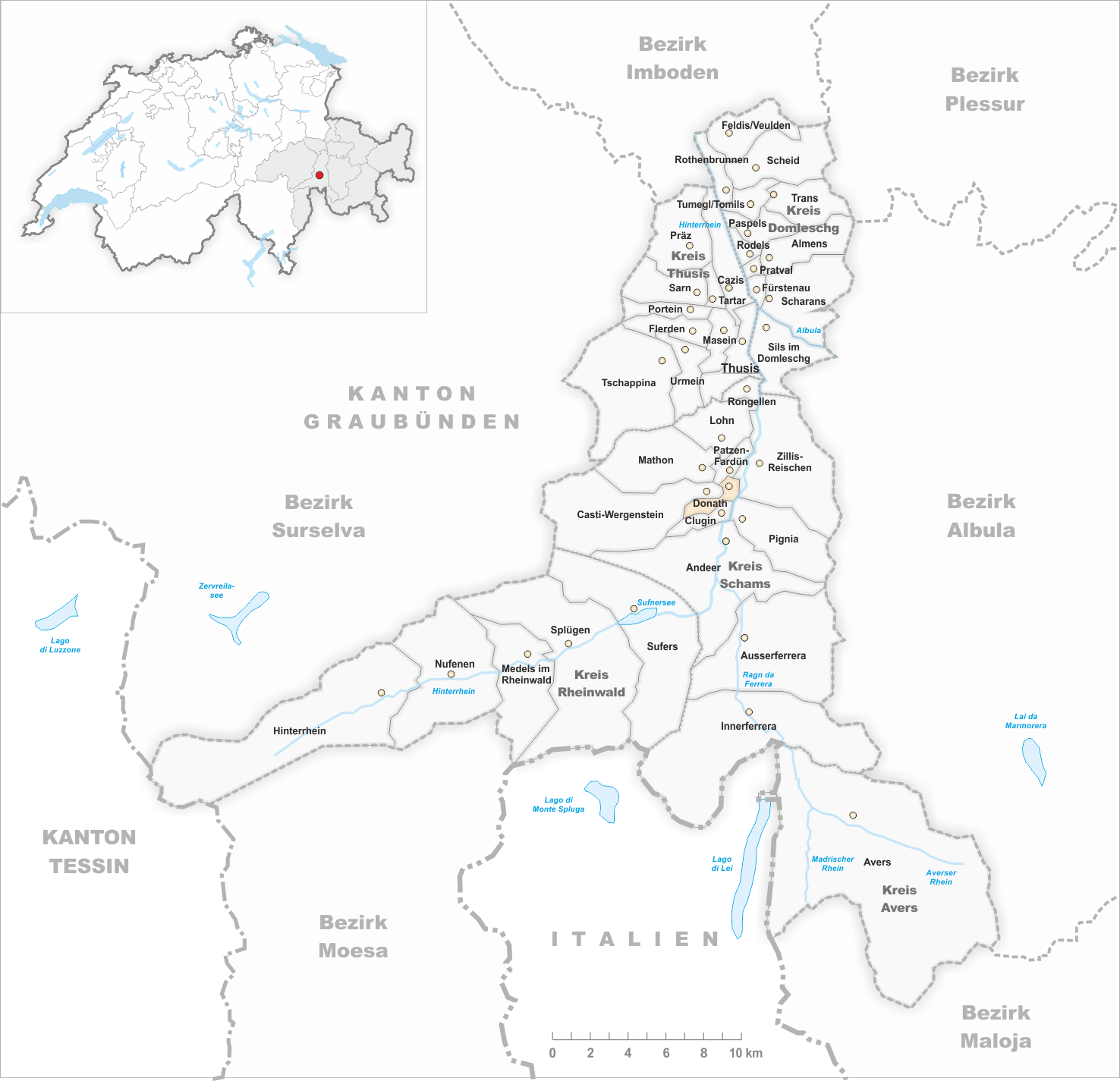
Il territorio del comune di Donat prima degli accorpamenti comunali del 2003

Dal 1851 fino al 31 dicembre 2020 è stato un comune autonomo che comprendeva anche le frazioni di Curscheglias, Tscharvi e Turvasch; il 1º gennaio 2003 aveva inglobato il comune soppresso di Patzen-Fardün (istituito nel 1875 con la fusione dei comuni soppressi di Farden e Pazen) e aveva raggiunto un'estensione di 4,67 km². Il 1º gennaio 2021 è stato a sua volta accorpato agli altri comuni soppressi di Casti-Wergenstein, Lohn e Mathon per formare il nuovo comune di Muntogna da Schons.

## Monumenti e luoghi d'interesse

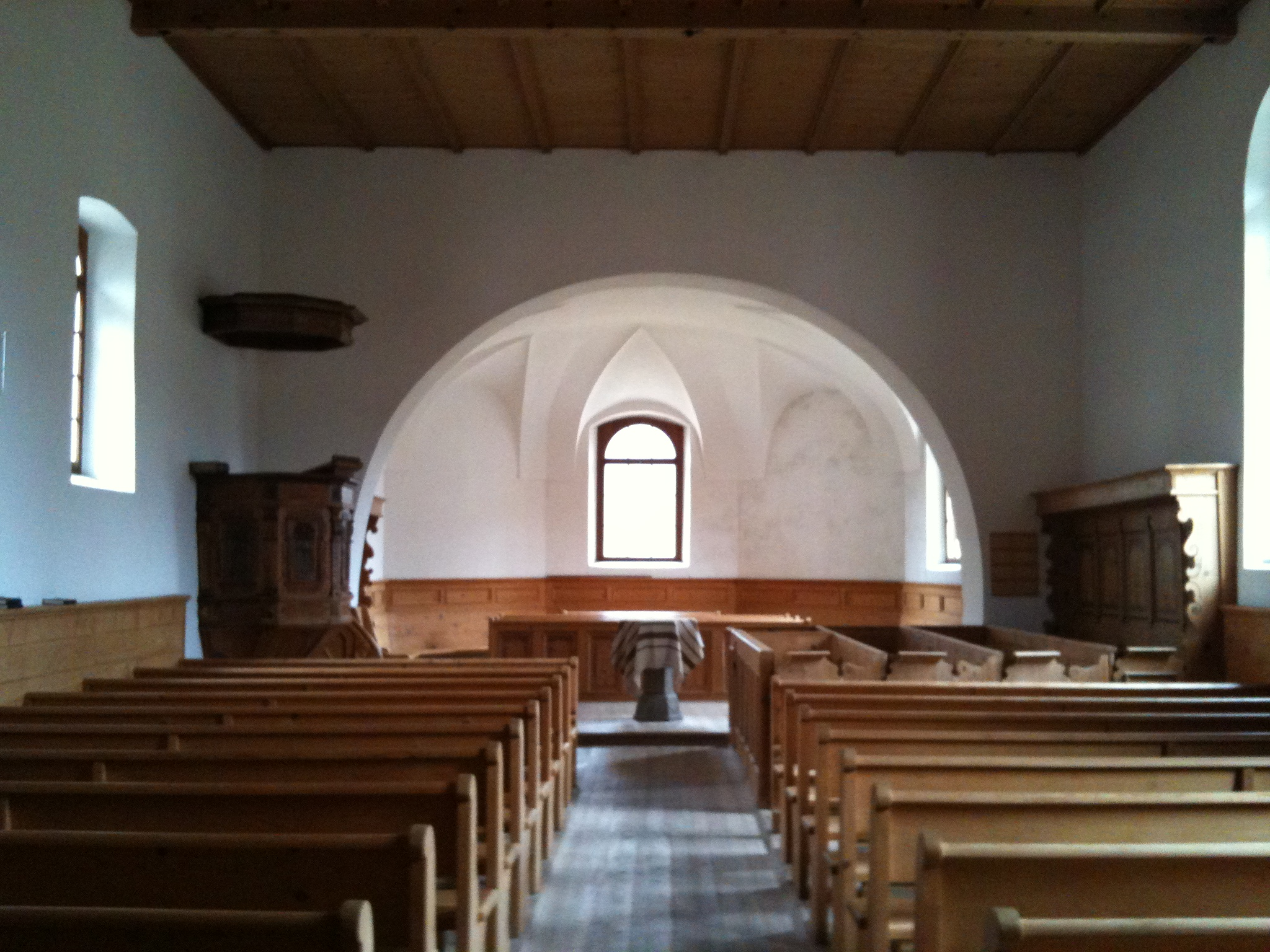
La chiesa riformata

- Chiesa riformata di San Giorgio, attestata dal 1463[1].

## Società

### Evoluzione demografica
L'evoluzione demografica è riportata nella seguente tabella:
Abitanti censiti

### Lingue e dialetti
Il paese è prevalentemente di lingua romancia: nel 2000 il 60% della popolazione parlava romancio.

## Economia
L'economia locale trae impulso principalmente dal settore primario.

## Infrastrutture e trasporti
Donat dista 12 km dalla stazione ferroviaria di Thusis, 3 km dall'uscita autostradale di Zillis, sulla A13/E43, 36 km da Coira e 86 km da Bellinzona.